# Chotěšov (Plzeň)
Chotěšov é uma comuna checa localizada na região de Plzeň, distrito de Plzeň-jih.